# Лук Кунта
Лук Кунта (лат. Allium kunthianum) — многолетнее травянистое растение, вид рода Лук (Allium) семейства Луковые (Alliaceae).

## Распространение и экология
В природе ареал вида охватывает Северный и Южный Кавказ, северо-восток Турции и северо-запад Ирана.
Произрастает на высокогорных лугах и скалах.

## Ботаническое описание
Луковица яйцевидная, диаметром 0,75–1 см, наружные оболочки черноватые, бумагообразные, без заметных жилок. Стебель высотой 10–30 см, до половины одетый гладкими влагалищами листьев.
Листья в числе двух—четырёх, полуцилиндрические, шириной около 1 мм, бороздчатые, гладкие или по краю шероховатые, длиннее стебля.
Чехол в полтора—два раза длиннее зонтика. Зонтик коробочконосный, пучковато-полушаровидный, немногоцветковый. Цветоножки почти равные, немного короче или в два–три раза длиннее околоцветника, при основании с немногочисленными прицветниками. Листочки узко-колокольчатого околоцветника розовые или тёмно-розовые, с пурпурной жилкой, блестящие, длиной 6–8 мм, линейно-продолговатые, туповатые. Нити тычинок немного или на четверть короче листочков околоцветника, немного между собой и с околоцветником сросшиеся, шиловидные; пыльники желтые. Столбик не выдается из околоцветника.
Створки коробочки широко обратно-сердцевидные, длиной около 5 мм.

## Таксономия
Вид Лук Кунта входит в род Лук (Allium) семейства Луковые (Alliaceae) порядка Спаржецветные (Asparagales).
|  |                                      |  |                                                             |                                                             |                   |  | ещё 24 семейства (согласно Системе APG II) | ещё 24 семейства (согласно Системе APG II) |                     |  |  |  | ещё более 870 видов |
|  |                                      |  |                                                             |                                                             |                   |  | ещё 24 семейства (согласно Системе APG II) | ещё 24 семейства (согласно Системе APG II) |                     |  |  |  | ещё более 870 видов |
|  |                                      |  |                                                             | порядок Спаржецветные                                       |                   |  |                                            |                                            | род Лук             |  |  |  |                     |
|  |                                      |  |                                                             | порядок Спаржецветные                                       |                   |  |                                            |                                            | род Лук             |  |  |  |                     |
|  | отдел Цветковые, или Покрытосеменные |  |                                                             |                                                             | семейство Луковые |  |                                            |                                            | вид Лук Кунта       |  |  |  |                     |
|  | отдел Цветковые, или Покрытосеменные |  |                                                             |                                                             | семейство Луковые |  |                                            |                                            |                     |  |  |  |                     |
|  |                                      |  | ещё 44 порядка цветковых растений (согласно Системе APG II) | ещё 44 порядка цветковых растений (согласно Системе APG II) |                   |  |                                            | ещё около 300 родов                        | ещё около 300 родов |  |  |  |                     |
|  |                                      |  |                                                             | ещё 44 порядка цветковых растений (согласно Системе APG II) |                   |  |                                            |                                            | ещё около 300 родов |  |  |  |                     |

### Синонимы
Согласно базе данных GBIF на ноябрь 2023 в синонимику вида Allium kunthianum Vved.  V.L.Komarov (ed.), Fl. URSS 4: 207 (1935) входят следующие наименования:
- = Allium kunthianum var. grandiflorum Grossh. Fl. Kavkaza, ed. 2, 2: 136 (1940)
- = Allium lepidum Kunth Enum. Pl. 4: 408 (1843)
- ≡ Allium lepidum var. humile Miscz.
- = Allium lepidum var. humile Miscz. ex Grossh. Fl. Kavkaza 1: 213 (1928)
- = Allium lepidum var. rehmanii Boiss. Fl. Orient. 5: 263 (1882)